# Markeerder
Een markeerder of markeur is een havenarbeider, die instaat voor de controle van inkomende en uitgaande goederen. 

## Definitie
De markeerder controleert, verifieert en registreert de locatie, het aantal, de aard en de uiterlijke staat van de inkomende en uitgaande lading in de zeehavens en rapporteert hierover teneinde de verdere behandeling ervan efficiënt te laten verlopen conform de veiligheidsregels en vigerende wetgeving.

## Taken
De taken van een markeerder zijn:
- het registreren van containers met hun kenmerken, zoals onder meer het containernummer, het gewicht en de ISO code
- het controleren van containers op schade en onregelmatigheden
- het controleren van stukgoed versus de loslijsten
- het markeren van gelost materiaal met de geplande locatie in de magazijnen
- het begeleiden van de magazijniers

## Werkplekken
De markeur kan actief zijn op diverse locaties zoals kades, laadruimen, vrachtwagens, treinen, opslag- en overslagplaatsen.